# Isao Takahata
Isao Takahata (født 29. oktober 1935, død 5. april 2018) var en japansk filminstruktør, animator, manuskriptforfatter, og var sammen med Hayao Miyazaki og Toshio Suzuki, medgrundlægger af Studio Ghibli. Ud over at have ageret producer for Miyazaki, har han selv instrueret Grave of the Fireflies (1988), Only Yesterday (1991), Pom Poko (1994), Mine Naboer Yamadaerne (1999) og Kaguya Hime no Monogatari (2013). Den nu afdøde anmelder Roger Ebert anså Grave of the Fireflies for at være en af de største tegnefilm nogensinde og en stærk antikrigsfilm. Takahata er blevet påvirket af den italienske neorealisme, Jacques Prévert og den ny bølge.
I 1959 færdiggjorde han sin uddannelse på Tokyo Universitet, hvorefter han sluttede sig til det nystiftede Toei Animation, der dengang hed Toei Doga. Hos Toei Doga instruerede han det økonomiske flop Taiyō no Ōji: Horusu no Daibōken, hvor en ung Hayao Miyazaki bidrog som animator. Efter Horusu, forlod Takahata og Miyazaki Toei Doga for at skabe en Pippi Langstrømpe-anime, hvilket de måtte opgive, da de ikke fik rettighederne af Astrid Lindgren.
Før Ghibli blev grundlagt var Takahata instruktør for enkelte af Nippon Animations adaptationer af litterære værker såsom Johanne Spyris Heidi, Edmondo de Amicis Marco og Lucy Maud Montgomerys Anne fra Grønnebakken. Med Kaguya Hime no Monogatari vender han tilbage til instruktørstolen efter en pause på fjorten år.

## Film

### Instruktør
Før Studio Ghibli
- Hols: Prince of the Sun (太陽の王子　ホルスの大冒険 Taiyō no Ōji – Horusu no Daibouken), 1968
- enkelte afsnit af Lupin III (Rupan Sansei) sammen med Miyazaki, 1971
- Panda Kopanda (パンダ・コパンダ), 1972
- Heidi, Girl of the Alps (Arupusu no Shōjo Haiji), 1974
- 3000 Leagues in Search of Mother (Haha wo Tazunete Sanzen-ri), 1976
- enkelte afsnit af Miyazakis Future Boy Conan (Mirai Shōnen Konan), 1978
- Anne of Green Gables (Akage no An), 1979
- Chie the Brat (TV) (じゃリン子チエ Jarinko Chie), 1981
- Gauche the Cellist (セロ弾きのゴーシュ Serohiki no Gōshu), 1982

Uafhængig projekt
Matsuo Basho inspireret indlæg til Fuyu no Hi sammen med 35 andre animatører, 2003
Sammen med Studio Ghibli
- Dokumentaren The Story of Yanagawa's Canals (Yanagawa Horiwari Monogatari), 1987
- Ildfluernes Grav (火垂るの墓 Hotaru no Haka), 1988
- Only Yesterday (おもひでぽろぽろ Omohide Poro Poro), 1991
- Pom Poko (総天然色漫画映画　平成狸合戦ぽんぽこ Heisei Tanuki Gassen Pon Poko), 1994
- Mine Naboer Yamadaerne (ホーホケキョ　となりの山田 Hōhokekyo Tonari no Yamada-kun), 1999
- Kaguya Hime no Monogatari, 2013

### Producer
- Hols: Prince of the Sun (Taiyou no Ouji – Horusu no Daibōken), 1968
- Nausicaä of the Valley of Wind (Kaze no Tani no Naushika), 1984
- Castle in the Sky (Tenkū no Shiro Rapyuta), 1986
- Jeg kan høre havet Ocean Waves (Umi ga Kikoeru), 1993